# Diskografie Bebe Rexhy
Toto je seznam vydané diskografie americké zpěvačky Bebe Rexhy.

## Studiová alba
| Název                                                                                   | Detaily                                           | Umístění v hitparádách | Umístění v hitparádách | Umístění v hitparádách | Umístění v hitparádách | Umístění v hitparádách | Umístění v hitparádách | Umístění v hitparádách | Umístění v hitparádách | Umístění v hitparádách | Umístění v hitparádách | Certifikace                                                       |
| Název                                                                                   | Detaily                                           | US                     | AUS                    | BEL (FL)               | CAN                    | GER                    | IRE                    | NLD                    | NOR                    | SWI                    | UK                     | Certifikace                                                       |
| --------------------------------------------------------------------------------------- | ------------------------------------------------- | ---------------------- | ---------------------- | ---------------------- | ---------------------- | ---------------------- | ---------------------- | ---------------------- | ---------------------- | ---------------------- | ---------------------- | ----------------------------------------------------------------- |
| Expectations                                                                            | - Vydáno: 22. června 2018 - Vydavatelství: Warner | 13                     | 19                     | 53                     | 16                     | 55                     | 40                     | 58                     | 37                     | 31                     | 33                     | - RIAA: Platinum - IFPI NOR: Platinum - MC: Platinum - NVPI: Gold |
| Better Mistakes                                                                         | - Vydáno: 7. května 2021 - Vydavatelství: Warner  | 140                    | —                      | —                      | 57                     | —                      | —                      | —                      | —                      | —                      | —                      |                                                                   |
| Bebe                                                                                    | - Vydáno: 28. dubna 2023 - Vydavatelství: Warner  | 132                    | —                      | —                      | 36                     | —                      | —                      | —                      | —                      | —                      | –                      | - MC: Gold                                                        |
| "—" značí, že se nahrávka neumístila v hitparádách nebo v tomto území ani nebyla vydána |                                                   |                        |                        |                        |                        |                        |                        |                        |                        |                        |                        |                                                                   |

## Extended play
| Název                                                                                   | Detaily                                                 | Umístění v hitparádách | Umístění v hitparádách | Umístění v hitparádách | Umístění v hitparádách | Umístění v hitparádách | Umístění v hitparádách | Certifikace                 |
| Název                                                                                   | Detaily                                                 | US                     | CAN                    | FIN                    | NZ Heat.               | SWE                    | SWI                    | Certifikace                 |
| --------------------------------------------------------------------------------------- | ------------------------------------------------------- | ---------------------- | ---------------------- | ---------------------- | ---------------------- | ---------------------- | ---------------------- | --------------------------- |
| I Don't Wanna Grow Up                                                                   | - Vydáno: 12. května 2015 - Vydavatelství: Warner Bros. | —                      | —                      | —                      | —                      | —                      | —                      |                             |
| All Your Fault: Pt. 1                                                                   | - Vydáno: 17. února 2017 - Vydavatelství: Warner Bros.  | 51                     | 31                     | 27                     | 5                      | 54                     | 55                     |                             |
| All Your Fault: Pt. 2                                                                   | - Vydáno: 11. srpna 2017 - Vydavatelství: Warner Bros.  | 33                     | 30                     | —                      | —                      | —                      | —                      | - MC: Platinum - RMNZ: Gold |
| "—" značí, že se nahrávka neumístila v hitparádách nebo v tomto území ani nebyla vydána |                                                         |                        |                        |                        |                        |                        |                        |                             |

## Singly

### Jako hlavní umělkyně
| "I Can't Stop Drinking About You"                                                       | 2014 | —  | —  | —  | —   | —  | —  | —  | —  | —  | —  | | I Don't Wanna Grow Up       |
| "I'm Gonna Show You Crazy"                                                              | 2014 | —  | —  | —  | —   | —  | —  | 17 | 30 | —  | —  | - MC: Gold - GLF: Platinum - IFPI NOR: 4× Platinum | I Don't Wanna Grow Up       |
| "Gone"                                                                                  | 2014 | —  | 87 | —  | —   | —  | —  | —  | —  | —  | —  | | Singl bez alb               |
| "Me, Myself & I" (s G-Eazy)                                                             | 2015 | 7  | 19 | 9  | 7   | 11 | 9  | 2  | 4  | 11 | 13 | - RIAA: 7× Platinum - ARIA: Platinum - BPI: 2x Platinum - BVMI: 3× Gold - GLF: 3× Platinum - IFPI NOR: 3× Platinum - IFPI SWI: Platinum - MC: 6× Platinum - NVPI: Platinum - RMNZ: 2× Platinum | When It's Dark Out          |
| "No Broken Hearts" (feat. Nicki Minaj)                                                  | 2016 | —  | —  | 97 | 92  | —  | —  | —  | —  | —  | —  | - IFPI NOR: Gold | Singly bez alb              |
| "In the Name of Love" (s Martin Garrix)                                                 | 2016 | 24 | 8  | 19 | 14  | 4  | 8  | 5  | 9  | 10 | 9  | - RIAA: 3× Platinum - ARIA: 2× Platinum - BPI: 2x Platinum - BVMI: 3× Gold - GLF: 4× Platinum - IFPI NOR: 3× Platinum - IFPI SWI: Platinum - MC: 3× Platinum - NVPI: Gold - RMNZ: Platinum     | Singly bez alb              |
| "I Got You"                                                                             | 2016 | 43 | 73 | 38 | 67  | 60 | —  | —  | 29 | 60 | 91 | - RIAA: Platinum - ARIA: Platinum - BPI: Silver - IFPI NOR: Gold - MC: 2× Platinum - NVPI: Gold                                                                                                | All Your Fault: Pt. 1       |
| "F.F.F." (feat. G-Eazy)                                                                 | 2017 | —  | —  | —  | —   | —  | —  | —  | —  | —  | —  | | All Your Fault: Pt. 1       |
| "The Way I Are (Dance with Somebody)" (feat. Lil Wayne)                                 | 2017 | —  | 72 | —  | —   | —  | —  | —  | —  | —  | —  | | All Your Fault: Pt. 2       |
| "Meant to Be" (s Florida Georgia Line)                                                  | 2017 | 2  | 2  | 7  | 57  | 18 | 5  | 5  | 8  | 34 | 11 | - RIAA: 11× Platinum - ARIA: 8× Platinum - BPI: 2× Platinum - BVMI: Gold - GLF: 2× Platinum - IFPI NOR: 3× Platinum - IFPI SWI: Gold - MC: Diamond - NVPI: Platinum - RMNZ: 2× Platinum        | All Your Fault: Pt. 2       |
| "Home" (s Machine Gun Kelly a X Ambassadors)                                            | 2017 | 90 | 74 | 43 | 27  | 93 | 30 | 12 | 99 | 39 | 64 | - RIAA: Platinum - BPI: Gold - IFPI NOR: 3× Platinum | Bright                      |
| "Push Back" (s Ne-Yo a Stefflon Don)                                                    | 2018 | —  | —  | —  | —   | —  | —  | —  | —  | —  | —  | | Good Man                    |
| "I'm a Mess"                                                                            | 2018 | 35 | 41 | 25 | 86  | —  | —  | 18 | —  | 93 | 77 | - RIAA: 2× Platinum - ARIA: Platinum - BPI: Gold - IFPI NOR: 2× Platinum - MC: 3× Platinum | Expectations                |
| "Say My Name" (s David Guetta a J Balvin)                                               | 2018 | —  | 70 | 59 | 30  | 10 | —  | 37 | 30 | 14 | 91 | - RIAA: Platinum - BPI: Silver - BVMI: Gold - IFPI NOR: Gold - MC: Platinum | 7                           |
| "Last Hurrah"                                                                           | 2019 | 98 | 65 | 73 | 84  | 63 | —  | 10 | 57 | 77 | 50 | - RIAA: Gold - BPI: Silver - IFPI NOR: Platinum | Singl bez alb               |
| "Harder" (s Jax Jones)                                                                  | 2019 | —  | —  | —  | —   | —  | —  | —  | 64 | —  | 23 | - BPI: Gold - ARIA: Gold | Snacks                      |
| "You Can't Stop the Girl"                                                               | 2019 | —  | —  | —  | —   | 78 | —  | —  | —  | —  | —  | | Zloba: Královna všeho zlého |
| "Baby, I'm Jealous" (feat. Doja Cat)                                                    | 2020 | 58 | —  | 60 | —   | —  | —  | —  | —  | —  | 86 | - RIAA: Gold | Better Mistakes             |
| "Sacrifice"                                                                             | 2021 | —  | —  | —  | —   | 62 | —  | —  | —  | —  | —  | | Better Mistakes             |
| "Sabotage"                                                                              | 2021 | —  | —  | —  | —   | —  | —  | —  | —  | —  | —  | | Better Mistakes             |
| "Die for a Man" (feat. Lil Uzi Vert)                                                    | 2021 | —  | —  | —  | —   | —  | —  | —  | —  | —  | —  | | Better Mistakes             |
| "Chain My Heart" (s Topic)                                                              | 2021 | —  | —  | —  | 100 | —  | —  | —  | —  | —  | —  | | Singly bez alb              |
| "It's You, Not Me (Sabotage)" (s Masked Wolf)                                           | 2021 | —  | —  | —  | —   | —  | —  | —  | —  | —  | —  | | Singly bez alb              |
| "I'm Good (Blue)" (s David Guetta)                                                      | 2022 | 4  | 1  | 1  | 1   | 1  | 4  | 1  | 1  | 1  | 1  | - RIAA: 2× Platinum - ARIA: 4× Platinum - BPI: 3× Platinum - BVMI: 3× Gold - MC: 9× Platinum - RMNZ: 2× Platinum                                                                               | Bebe                        |
| "Heart Wants What It Wants"                                                             | 2023 | —  | —  | —  | —   | —  | —  | —  | —  | —  | —  | | Bebe                        |
| "Call on Me"                                                                            | 2023 | —  | —  | —  | —   | —  | —  | —  | —  | —  | —  | | Bebe                        |
| "Satellite" (se Snoop Dogg)                                                             | 2023 | —  | —  | —  | —   | —  | —  | —  | —  | —  | —  | | Bebe                        |
| "Stars" (se Pnau a Ozuna)                                                               | 2023 | —  | —  | —  | —   | —  | —  | —  | —  | —  | —  | | Hyperbolic                  |
| "One in a Million" (s David Guetta)                                                     | 2023 | —  | —  | —  | —   | 28 | —  | —  | —  | —  | 79 | | Singly bez alb              |
| "Heart Still Beating" (s Nathan Dawe)                                                   | 2023 | —  | —  | —  | —   | 63 | —  | —  | —  | —  | 74 | | Singly bez alb              |
| "It's On"                                                                               | 2023 | —  | —  | —  | —   | —  | —  | —  | —  | —  | —  | | Singly bez alb              |
| "Deep in Your Love" (s Alok)                                                            | 2024 | —  | —  | —  | —   | 57 | —  | —  | —  | —  | —  | | Singly bez alb              |
| "Chase It (Mmm Da Da Da)"                                                               | 2024 | —  | —  | —  | —   | —  | —  | —  | —  | —  | —  | | bude oznámeno               |
| "I'm the Drama"                                                                         | 2024 | —  | —  | —  | —   | —  | —  | —  | —  | —  | —  | | bude oznámeno               |
| "My Oh My" (s Kylie Minogue a Tove Lo)                                                  | 2024 | —  | —  | —  | —   | —  | —  | —  | —  | —  | 63 | | Tension II                  |
| "—" značí, že se nahrávka neumístila v hitparádách nebo v tomto území ani nebyla vydána |      |    |    |    |     |    |    |    |    |    |    | |                             |

### Jako vedlejší umělkyně
| "Sink or Swim" (Pierce Fulton feat. Bebe Rexha)                                         | 2012 | —  | —  | —  | —  | —  | —  | —  | —  | —  | —  | | Singl bez alb                       |
| "Take Me Home" (Cash Cash feat. Bebe Rexha)                                             | 2013 | 57 | 7  | 63 | 52 | 86 | —  | 28 | —  | —  | 5  | - RIAA: Platinum - ARIA: Platinum - BPI: Silver - MC: Gold | Overtime a Blood, Sweat and 3 Years |
| "Hey Mama" (David Guetta feat. Nicki Minaj, Bebe Rexha a Afrojack)                      | 2015 | 8  | 5  | 5  | 9  | 9  | 13 | 5  | 6  | 10 | 9  | - RIAA: 4× Platinum - ARIA: 2× Platinum - BPI: Platinum - BVMI: Platinum - GLF: 2× Platinum - IFPI AUT: Gold - IFPI NOR: 2× Platinum - IFPI SWI: Platinum - MC: Platinum - RMNZ: Gold | Listen                              |
| "All the Way" (Reykon feat. Bebe Rexha)                                                 | 2015 | —  | —  | —  | —  | —  | —  | —  | —  | —  | —  | | Singl bez alb                       |
| "That's How You Know" (Nico & Vinz feat. Kid Ink a Bebe Rexha)                          | 2015 | —  | 2  | 12 | —  | 65 | 2  | 17 | 62 | —  | —  | - ARIA: Platinum - IFPI NOR: 4× Platinum - RMNZ: Gold | Cornerstone                         |
| "Battle Cry" (Havana Brown feat. Bebe Rexha a Savi)                                     | 2015 | —  | 59 | —  | —  | —  | —  | —  | —  | —  | —  | | Singly bez alb                      |
| "Back to You" (Louis Tomlinson feat. Bebe Rexha a Digital Farm Animals)                 | 2017 | 40 | 11 | 21 | 33 | 51 | 12 | 12 | 38 | 47 | 8  | - RIAA: Platinum - ARIA: Platinum - BPI: Platinum - GLF: Gold - IFPI NOR: Platinum - MC: Platinum - RMNZ: Gold                                                                        | Singly bez alb                      |
| "Girls" (Rita Ora feat. Cardi B, Bebe Rexha a Charli XCX)                               | 2018 | —  | 52 | 62 | 72 | 69 | —  | —  | 66 | 54 | 22 | - ARIA: Gold - BPI: Gold - IFPI NOR: Gold | Phoenix                             |
| "Call You Mine" (The Chainsmokers feat. Bebe Rexha)                                     | 2019 | 56 | 26 | 32 | 42 | 55 | 22 | 32 | 37 | 42 | 50 | - RIAA: 2x Platinum - ARIA: Platinum - BPI: Silver - IFPI NOR: Platinum | World War Joy                       |
| "I'm Not Pretty (Remix)" (Jessia feat. Bebe Rexha)                                      | 2021 | —  | —  | —  | —  | —  | —  | —  | —  | —  | —  | | Singly bez alb                      |
| "Family" (David Guetta feat. Bebe Rexha, Ty Dolla Sign a A Boogie wit da Hoodie)        | 2021 | —  | —  | —  | —  | —  | —  | —  | —  | 78 | —  | | Singly bez alb                      |
| "If Only I" (Loud Luxury a Two Friends feat. Bebe Rexha)                                | 2023 | —  | —  | —  | 46 | —  | —  | —  | —  | —  | —  | - MC: Platinum | Singly bez alb                      |
| "Dollars and Dimes" (Faithless feat. Bebe Rexha)                                        | 2025 | —  | —  | —  | —  | —  | —  | —  | —  | —  | —  | | Champion Sound                      |
| "—" značí, že se nahrávka neumístila v hitparádách nebo v tomto území ani nebyla vydána |      |    |    |    |    |    |    |    |    |    |    | |                                     |

### Promo singly
| "That's It" (feat. Gucci Mane a 2 Chainz)                                               | 2017 | —  | —  | All Your Fault: Pt. 2   |
| "Count on Christmas"                                                                    | 2017 | —  | —  | A Christmas Story Live! |
| "Ferrari"                                                                               | 2018 | —  | 10 | Expectations            |
| "2 Souls on Fire" (feat. Quavo)                                                         | 2018 | —  | —  | Expectations            |
| "Not 20 Anymore"                                                                        | 2019 | 38 | —  | Promo singl bez alb     |
| "Break My Heart Myself" (feat. Travis Barker)                                           | 2021 | —  | —  | Better Mistakes         |
| "American Citizen"                                                                      | 2021 | —  | —  | We the People           |
| "—" značí, že se nahrávka neumístila v hitparádách nebo v tomto území ani nebyla vydána |      |    |    |                         |

## Další umístěné písně
| "(Not) The One"                                                                         | 2017 | —  | —  | — | — | — | All Your Fault: Pt. 2 |
| "Self Control"                                                                          | 2018 | —  | —  | 5 | — | 8 | Expectations          |
| "Girl in the Mirror"                                                                    | 2019 | 19 | —  | — | — | — | UglyDolls             |
| "Break My Heart Myself" (feat. Travis Barker)                                           | 2021 | —  | 27 | — | — | — | Better Mistakes       |
| "—" značí, že se nahrávka neumístila v hitparádách nebo v tomto území ani nebyla vydána |      |    |    |   |   |   |                       |

## Spolu umělkyně
| Název                         | Rok  | Další umělec           | Album                          |
| ----------------------------- | ---- | ---------------------- | ------------------------------ |
| "Yesterday"                   | 2014 | David Guetta           | Listen                         |
| "This Is Not a Drill"         | 2014 | Pitbull                | Globalization                  |
| "Dare You" (acoustic version) | 2015 | Hardwell, Matthew Koma | United We Are                  |
| "Jingle Bells"                | 2015 | Alex & Sierra          | Welcome to Our Christmas Party |
| "Girl in the Mirror"          | 2019 | žádné                  | UglyDolls                      |
| "Beautiful Life"              | 2019 | žádné                  | Sněžný kluk                    |

## Videoklipy
| Název                                 | Rok                  | Další umělec                         | Režisér                        | Reference            |
| Jako hlavní umělkyně                  | Jako hlavní umělkyně | Jako hlavní umělkyně                 | Jako hlavní umělkyně           | Jako hlavní umělkyně |
| ------------------------------------- | -------------------- | ------------------------------------ | ------------------------------ | -------------------- |
| "I Can't Stop Drinking About You"     | 2014                 | žádné                                | Mike MiHail                    | [ 94 ]               |
| "I'm Gonna Show You Crazy"            | 2015                 | žádné                                | Hannah Lux Davis               | [ 95 ]               |
| "Me, Myself & I"                      | 2015                 | G-Eazy                               | Taj Stansberry                 | [ 96 ]               |
| "No Broken Hearts"                    | 2016                 | Nicki Minaj                          | Dave Meyers                    | [ 97 ]               |
| "In the Name of Love"                 | 2016                 | Martin Garrix                        | Emil Nava                      | [ 98 ]               |
| "I Got You"                           | 2017                 | žádné                                | Dave Meyers                    | [ 99 ]               |
| "F.F.F."                              | 2017                 | G-Eazy                               | Emil Nava                      | [ 100 ]              |
| "The Way I Are (Dance with Somebody)" | 2017                 | Lil Wayne                            | Director X                     | [ 101 ]              |
| "Meant to Be"                         | 2017                 | Florida Georgia Line                 | Sophie Muller                  | [ 102 ]              |
| "Home"                                | 2017                 | Machine Gun Kelly X Ambassadors      | David Ayer                     | [ 103 ]              |
| "Push Back"                           | 2018                 | Ne-Yo Stefflon Don                   | James Larese                   | [ 104 ]              |
| "Ferrari" (vertical video)            | 2018                 | žádné                                | Jamaica Craft                  | [ 105 ]              |
| "I'm a Mess"                          | 2018                 | žádné                                | Sophie Muller                  |                      |
| "Last Hurrah"                         | 2019                 | žádné                                | Joseph Kahn                    |                      |
| "Not 20 Anymore"                      | 2019                 | žádné                                | Sophie Muller                  |                      |
| "You Can't Stop the Girl"             | 2019                 | žádné                                | Sophie Muller                  |                      |
| "Baby I'm Jealous"                    | 2020                 | Doja Cat                             | Hannah Lux Davis               |                      |
| "Sacrifice"                           | 2021                 | žádné                                | Christian Beslauer             |                      |
| "Sabotage"                            | 2021                 | žádné                                | Christian Beslauer             |                      |
| "Break My Heart Myself"               | 2021                 | Travis Barker                        | Christian Beslauer             |                      |
| "I'm Good (Blue)"                     | 2022                 | David Guetta                         | KC Locke                       |                      |
| "Heart Wants What It Wants"           | 2023                 | žádné                                | Michael Haussman               |                      |
| "Satellite"                           | 2023                 | Snoop Dogg                           | Juan M. Urbina                 |                      |
| "Seasons"                             | 2023                 | Dolly Parton                         | Natalie Simmons                |                      |
| "One In a Million"                    | 2023                 | David Guetta                         | Corey Wilson                   |                      |
| "Chase It (Mmm Da Da Da)"             | 2024                 | žádné                                | Ace Bowerman                   |                      |
| "I'm the Drama"                       | 2024                 | žádné                                | Jak Payne                      |                      |
| Jako vedlejší umělkyně                |                      |                                      |                                |                      |
| "Take Me Home"                        | 2013                 | Cash Cash                            | DJay Brawner                   | [ 106 ]              |
| "Hey Mama"                            | 2015                 | David Guetta Nicki Minaj Afrojack    | Hannah Lux Davis               | [ 107 ]              |
| "All the Way"                         | 2015                 | Reykon                               | Mike Ho                        | [ 108 ]              |
| "Battle Cry"                          | 2015                 | Havana Brown Savi                    | The Squared Division           | [ 109 ]              |
| "That's How You Know"                 | 2015                 | Nico & Vinz Kid Ink                  | RJ Collins & Pasqual Gutierrez | [ 110 ]              |
| "Back to You"                         | 2017                 | Louis Tomlinson Digital Farm Animals | Craig Moore                    | [ 111 ]              |
| "Girls"                               | 2018                 | Rita Ora Cardi B Charli XCX          | Helmi                          | [ 112 ]              |
| "Call You Mine"                       | 2019                 | The Chainsmokers                     | Dano Cerny                     | [ 113 ]              |
| "Harder"                              | 2019                 | Jax Jones                            | Sophie Muller                  |                      |
| "Chain My Heart"                      | 2021                 | Topic                                | Jason Lester                   |                      |
| "If Only I"                           | 2023                 | Loud Luxury Two Friends              | Matt Shaffar                   |                      |
| "Stars"                               | 2023                 | PNAU Ozuna                           | Kuba Matyka a Kamila           |                      |